# ژان پیر د کیزر
ژان پیر د کیزر (انگلیسی: Jean-Pierre de Keyser؛ زادهٔ ۱۳ آوریل ۱۹۶۵) بازیکن فوتبال اهل آلمان است.
از باشگاه‌هایی که در آن بازی کرده‌است می‌توان به باشگاه فوتبال بایر ۰۴ لورکوزن و باشگاه فوتبال اسنابروک اشاره کرد.